# Muro: Nalet Olsun İçimdeki İnsan Sevgisine
Muro: Nalet Olsun İçimdeki İnsan Sevgisine è una commedia turca del 2008 diretta da Zübeyr Şaşmaz e interpretata da Mustafa Üstündağ e Şefik Onatoğlu. Il film, uscito in tutta la Turchia il 5 dicembre 2008, è diventato il terzo film turco con il maggior incasso del 2008.
È uno spin-off della serie Kurtlar Vadisi ed è basato sulla serie televisiva turca con lo stesso nome, utilizzando personaggi della serie Kurtlar Vadisi Pusu.